# Ясуо Оцука
Ясуо Оцука (яп. 大塚康生, Ōtsuka Yasuo, 11 липня 1931 — 15 березня 2021)  — японський аніматор який працював з Toei Animation, TMS Entertainment, та Studio Ghibli.

## Біографія
Ясуо Оцука народився в префектурі Сімане. Під час візиту до Цувано у віці 10 років він вперше побачив паровоз. Він почав цікавитись локомотивами та їх експлуатацією і часто писав їх ескізи. У 1945 році його сім'я переїхала до префектури Ямаґуті, де була військова база. Він почав малювати масив військових машин, розташованих там, а також малював різноманітні сюжети в різних стилях. Оцука також збирав вирізки коміксів у альбоми, щоб дізнатись більше про стилі малювання. Пізніше Оцука вступив до бюро статистики Ямагучі, але хотів стати політичним карикатуристом у Токіо. Однак на той час потрібен був дозвіл на переїзд до Токіо, тому він звернувся до Міністерства охорони здоров’я та соціального забезпечення. Після складання іспиту його було призначено у відділ боротьби з наркотиками як помічника, який зберігав вогнепальну зброю агентів. Приблизно в цей час він страждав на туберкульоз.

## Кар'єра
Протягом 1956 року Оцука побачив рекламу в Йоміурі Шінбуні, де Toei просили заявки на аніматорів. Після проходження тесту Оцука працював з Ясудзі Морі та Акірою Дайкубарою над «Повістю про білу змію» та вивчав їх підходи. Бажаючи дізнатись більше теорії анімації, він почав шукати підручники і йому показали підручник з американської анімації, написаний Престоном Блером. Після роботи над Magic Boy в 1959 році його анімація скелета ненавмисно вважалася комічною завдяки своїй реалістичності. Це призвело до того, що комічні герої поганих хлопців стали особливістю Оцуки. Він прийшов до думки, що справжній реалізм не підходить для анімації, а "побудований реалізм" більше підходить. Хаяо Міядзакі порівняв Оцуку з Кенічі Еномото, використовуючи цей підхід.   Після завершення свого наступного фільму "Дивовижний світ Кота в чоботях" Оцука залишив Toei, щоб приєднатися до "A Production". 
Оцука написав кілька книг про аніме-індустрію. Його книга Sakuga Asemamire (яп. 作画汗まみれ)  вважається "головним джерелом історії аніме 1960-х та 1970-х". 
У липні 2002 року в Гінзі відбулася виставка його робіт та особистих творів. 
З 2003 року Оцука був радником Telecom Animation Film. 

## Творчий доробок
- Kitten's Scribbling (яп. こねこのらくがき, Koneko no Rakugaki)
- New Adventures of Hanuman (яп. ハヌマンの新しい冒険, Hanuman no Atarashii Bouken)
- Kappa no Pataro (яп. かっぱのぱあ太郎)

1958 рік
- Yumemi Dōji (яп. 夢見童子)
- The Tale of the White Serpent (яп. 白蛇伝, Hakujaden)

- Tanuki-san no Ootari (яп. たぬきさん大当り)
- Kuma to Kodomo-tachi (яп. 熊と子供たち)
- Magic Boy (яп. 少年猿飛佐助, Shounen Sarutobi Sasuke)

- Alakazam the Great (яп. 西遊記, Saiyuki)

1961 рік
- The Littlest Warrior (яп. 安寿と厨子王丸, Anju to Zushio-maru)

1962 рік
- Arabian Nights: Sinbad's Adventures (яп. アラビアンナイト　シンドバッドの冒険, Arabian Naito: Shindobaddo no Bôken)

1963 рік
- The Little Prince and the Eight-Headed Dragon (яп. わんぱく王子の大蛇退治, Wanpaku Ōji no Orochi Taiji)
- Wolf Boy Ken (яп. 狼少年ケン, Ookami Shounen Ken)

1964 рік
- Samurai Kid (яп. 少年忍者風のフジ丸, Shounen Ninja Kaze no Fujimaru)

1965 рік
- Gulliver's Travels Beyond the Moon (яп. ガリバーの宇宙旅行, Garibā no Uchū Ryokō)
- The Amazing 3 (яп. W3 ワンダースリー, Wandā Surī) - Opening title
- Hustle Punch (яп. ハッスルパンチ, Hassurupanchi)

1968 рік
- Star of the Giants (яп. 巨人の星, Kyojin no Hoshi)
- The Little Norse Prince (яп. 太陽の王子 ホルスの大冒険, Taiyou no Ouji: Horus no Daibouken)

1969 рік
- The Wonderful World of Puss 'n Boots (яп. 長靴をはいた猫, Nagagutsu o Haita Neko)
- Lupin III: Pilot Film (яп. パイロットフィルム ルパン三世, Pairotto Firumu Rupan Sansei)
- Flying Phantom Ship (яп. 空飛ぶゆうれい船, Sora Tobu Yuurei Sen)
- Moomin (яп. ムーミン, Mūmin)

1971 рік
- Animal Treasure Island (яп. どうぶつ宝島, Doubutsu Takarajima)
- Tensai Bakabon (яп. 天才バカボン, Tensai Bakabon)
- Lupin III Part I (яп. ルパン三世, Rupan Sansei)

1972 рік
- Frog with Guts (яп. ど根性ガエル, Dokonjou Gaeru)
- Panda! Go, Panda! (яп. パンダ・コパンダ, Panda go Panda)

1973 рік
- Panda! Go, Panda!: The Rainy-Day Circus (яп. パンダ・コパンダ　雨降りサーカスの巻, Pando go Panda Amefuri Sākasu no Maki)
- Samurai Giants (яп. 侍ジャイアンツ, Samurai Jaiantsu)

1975 рік
- Adventures of Gamba (яп. ガンバの冒險, Ganba no Bouken)

1976 рік
- 3000 Leagues in Search of Mother (яп. 母をたずねて三千里, Haha wo Tazunete Sanzenri)

1977 рік
- Tenguri, Boy of the Plains (яп. 草原の子テングリ, Sougen no Ko Tenguri)
- My Name Is Teppei (яп. おれは鉄兵, Ore wa Teppei)

1978 рік
- Future Boy Conan (яп. 未来少年コナン, Mirai Shounen Conan)
- Lupin III: The Mystery of Mamo (яп. ルパンvs複製人間, Rupan vs Fukusei-ningen)

1979 рік
- Lupin III: The Castle of Cagliostro (яп. ルパン三世　カリオストロの城, Rupan Sansei Kariosuturo no Shiro)

1980 рік
- Lupin III Part II (яп. ルパン三世, Rupan Sansei)

1981 рік
- Chie the Brat (яп. じゃリン子チエ, Jarinko Chie)
- Kao Expert Theatre (яп. 花王名人劇場, Kaō Meijin Gekijō)

1984 рік
- Sherlock Hound (яп. 名探偵ホームズ, Meitantei Hōmuzu)

1987 рік
- Lupin III: The Fuma Conspiracy (яп. ルパン三世 風魔一族の陰謀, Rupan Sansei: Fūma Ichizoku no Inbō)

1989 рік
- Little Nemo: Adventures in Slumberland (яп. リトル・ニモ, Ritoru Nimo)

- Ozanari Dungeon: The Tower of Wind (яп. おざなりダンジョン 風の塔, Ozanari Danjon: Kaze no Tō)

1995 рік
- Lupin III Esso Commercial (яп. エッソ石油 ルパン三世篇｜Esso Seikyu Rupan Sansei Hen)

2006 рік
- The Unbeatable Delivery Girl (яп. 無敵看板娘, Muteki Kanban Musume)

2007 рік
- Lupin III: Elusiveness of the Fog (яп. ルパン三世 霧のエリューシヴ, Kiri no Eryūshivu)

## Зовнішні посилання
- "Розмова між Оцукою Ясуо і Садамото Йошіюкі"
- Ясуо Оцука в енциклопедії аніме на сайті «Anime News Network»(англ.)